# Пивень, Владимир Александрович
Пивень Владимир Александрович (род. 23 января 1951, Пятихатки, Днепропетровская область) — генеральный директор ПАО «Ингулецкий горно-обогатительный комбинат» (1998—2009). Заслуженный работник промышленности Украины (2004). Кандидат технических наук (2005).

## Биография
Родился 23 января 1951 года в городе Пятихатки Днепропетровской области.
Окончил среднюю школу № 40 в Кривом Роге. В 1973 году окончил Криворожский горнорудный институт по специальности «технология и комплексная механизация открытой разработки отложений полезных ископаемых». Кандидат технических наук (2005).
В 1975—1986 годах — горный мастер, заместитель начальника участка, начальник участка, начальник производственного отдела Анновского рудоуправления СевГОКа. В 1986—1988 годах — руководитель геологической партии экспедиции «Якутгеология». В 1988—1992 годах — начальник участка Анновского рудоуправления. В 1992—1997 годах — главный инженер СевГОКа.
С июля 1998 года — исполняющий обязанности председателя правления, председатель правления, впоследствии — генеральный директор ОАО «Ингулецкий горно-обогатительный комбинат». Работал на должности генерального директора до 2009 года.
В 1998—2002 годах — депутат Криворожского городского совета, в 2002 и 2006 годах избирался депутатом Днепропетровского областного совета. Председатель постоянной комиссии Днепропетровского областного совета по вопросам социально-экономического развития, бюджета и финансов.
Живёт в городе Кривой Рог. Женат, имеет двух сыновей. Член Партии регионов.

## Награды
- Государственная премия Украины в области науки и техники (1 декабря 2008) — за разработку и внедрение технологий возрождения нарушенных горными работами земель в качестве элементов экологической сети[5];
- медаль «За эффективное управление» Юнеско Международной кадровой академии (2000);
- нагрудный знак отличия председателя Днепропетровской облгосадминистрации «За развитие региона» (2001);
- орден «Славянская доблесть» (2004);
- Заслуженный работник промышленности Украины (15 июля 2004) — за значительный личный вклад в укрепление экономического потенциала Украины, достижение высоких производственных показателей, обеспечение выпуска конкурентоспособной металлургической продукции, многолетний добросовестный труд[6];
- отличие Государственного комитета Украины по надзору за охраной труда «За доблестную службу» (2005);
- золотой знак Украинского союза промышленников и предпринимателей «За значительный вклад в защиту интересов отечественного производства» (2005);
- в 2005 году занял первое место в рейтинге «Гвардия руководителей», составленном Украинским рейтинговым агентством и издательским домом «Галицкие контракты», в номинации «Руководители горнодобывающей промышленности». В общем рейтинге 500 лучших топ-менеджеров Украины находился на 38-м месте;
- в 2006 году вошёл в раздел «Гвардия элит. Золотая коллекция. Горно-обогатительная промышленность» рейтинга «Гвардия руководителей» Всеукраинской рейтинговой программы «Гвардия»[7];
- Знак «За заслуги перед городом» (Кривой Рог)» 1-й степени (2008)[8] (3-й — 2000, 2-й — 2005);
- в 2009 году получил звание «Лучший ТОП-менеджер Украины»[9] в категории «Горно-обогатительные комбинаты».
- Орден «Рождество Христово» (УПЦ МП) 1-й степени.